# Okinawa (eiland)

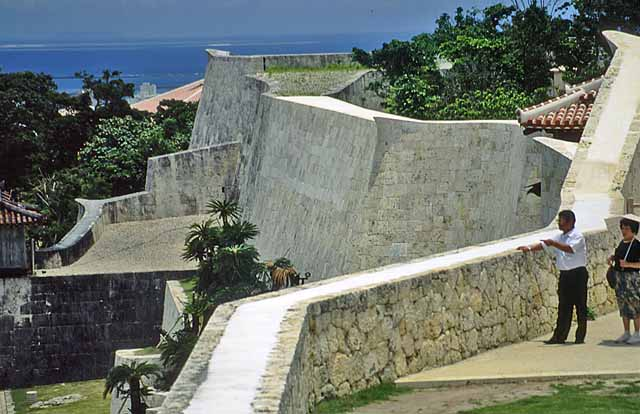
Kasteel Shuri

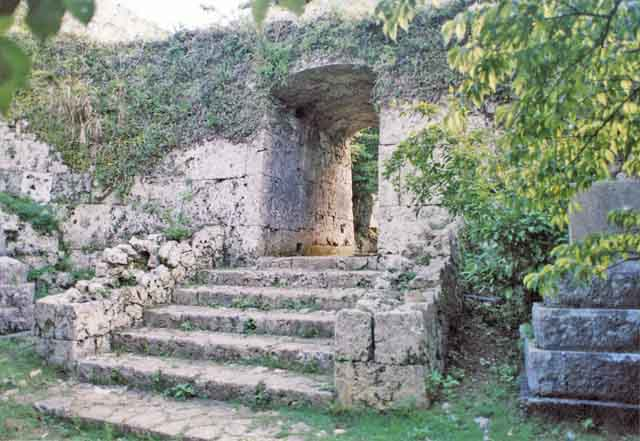
Een boog in een ruïne van een gusuku in Okinawa

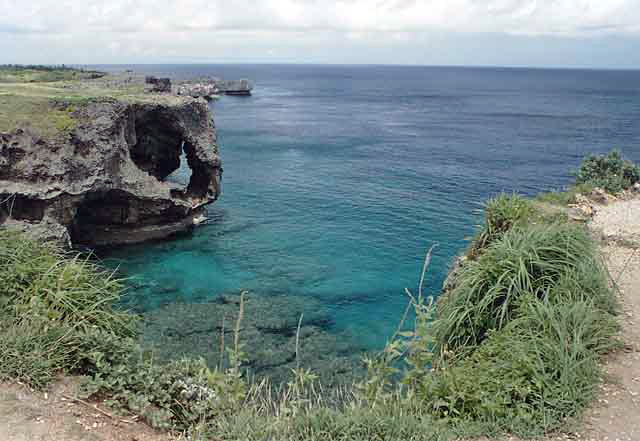
Kust Manzamo

Okinawa (Japans: 沖縄本島, Okinawa-hontō; Uchinaguchi: Uchinā) is een Japans eiland in de Oost-Chinese Zee. Het is het hoofdeiland van de Riukiu-eilanden. De hoofdstad is Naha. Op het eiland zijn Amerikaanse militaire steunpunten gevestigd. Het eiland heeft 1,3 miljoen inwoners. Het eiland valt bestuurlijk onder de prefectuur Okinawa.
Okinawa heeft een eigen taal en een eigen cultuur, die afwijkt van de Japanse cultuur. De inheemse taal heet Uchinaguchi maar wordt door steeds minder inwoners gesproken. 
Het noordelijk deel van het eiland werd als onderdeel van de inschrijving "Amami-Oshima, Tokunoshima, noordelijk deel van Okinawa en Iriomote" in juli 2021 tijdens de 44ste sessie van de Commissie voor het Werelderfgoed in Fuzhou erkend als natuurerfgoed en toegevoegd aan de UNESCO werelderfgoedlijst. De erkenning volgde omdat het hele gebied van de vier eilanden een hoge biodiversiteitswaarde heeft met een zeer hoog percentage endemische soorten, waarvan velen wereldwijd bedreigd worden. De site is de thuisbasis van endemische planten, zoogdieren, vogels, reptielen, amfibieën, binnenwatervissen en decapode schaaldieren, waaronder bijvoorbeeld het bedreigde Amami-konijn (Pentalagus furnessi) en de bedreigde Ryukyu langharige rat (Diplothrix legata) die oude afstammingen vertegenwoordigen en nergens ter wereld levende familieleden hebben. Vijf zoogdiersoorten, drie vogelsoorten en drie amfibieënsoorten in de locatie van de erfgoedinschrijving zijn wereldwijd geïdentificeerd als evolutionair onderscheiden en wereldwijd bedreigde (EDGE) soorten. Er zijn ook een aantal verschillende endemische soorten beperkt tot elk afzonderlijk eiland die niet elders op een van de drie andere eilanden worden gevonden.

## Geschiedenis
In de dertiende eeuw bestond Okinawa uit drie elkaar rivaliserende vorstendommen: Hokuzan in het noorden, Chuzan in het midden en Nanzan in het zuiden. In 1429 wist vorst Hashi Sho van Nanzan Okinawa te herenigen. Zo ontstond het koninkrijk Riukiu.
In 1609 viel de Japanse Satsuma-clan Okinawa binnen vanuit Kagoshima op Kyushu. Het koninkrijk Riukiu werd opgenomen in het shogunaat van Japan, maar bleef semi-onafhankelijk en onderhield ook betrekkingen met China. Vanaf 1872 behoorde Okinawa tot het Japanse keizerrijk. In 1879 werd het volledig geannexeerd.

### Tweede Wereldoorlog
Aan het einde van de Tweede Wereldoorlog vonden op Okinawa felle gevechten plaats tussen het Japanse en het Amerikaanse leger. De Amerikanen landden op 26 maart 1945 op de kleine Kerama-eilanden bij Okinawa en op 1 april op Okinawa zelf. De verschrikkelijke strijd werd door de plaatselijke bevolking tetsu no ame genoemd, "regen van staal". Op 23 juni gaven de laatste Japanners zich over. De Japanse bevelhebber, generaal Mitsuru Ushijima, pleegde zelfmoord. In de strijd kwamen meer dan 90.000 Japanse soldaten om en 94.000 burgers van Okinawa, veelal door zelfmoord. Aan de Amerikaanse kant vielen ruim 12.000 dodelijke slachtoffers en raakten 60.000 soldaten gewond.

### Na de Tweede Wereldoorlog
Bij het Verdrag van San Francisco kwam Okinawa onder tijdelijk bewind van de Amerikaanse regering, die daar hun op een na grootste marine- en luchtmachtbasis van Oost-Azië vestigde.
Op 15 mei 1972 werd de soevereiniteit over Okinawa overgedragen aan Japan. De Amerikanen behielden echter nog wel militaire steunpunten op het eiland.